# جان بی کلی جونیور
جان بی کلی جونیور (انگلیسی: John B. Kelly Jr.; ۲۴ مهٔ ۱۹۲۷ – ۲ مارس ۱۹۸۵) قایقران روئینگ و سیاستمدار اهل ایالات متحده آمریکا بود.